# Roderyk (król Wizygotów)
Roderyk, Rodryg – król Wizygotów w latach 710–711. Został pokonany przez Arabów, którzy w kilka lat podbili niemal całą Hiszpanię i położyli kres królestwu Wizygotów.
Po śmierci króla Wizygotów Wittiza w 710, Wizygoci z południa obwołali Roderyka królem. Niezadowolony z wyboru syn i następca Wittizy, Agila, udał się po pomoc do muzułmanów z Afryki Północnej – do namiestnika arabskiej Afryki Północnej Musy ibn Nusajra, który wysłał swego podwładnego, namiestnika Tangeru, Tarika ibn Zijada na wyprawę do Hiszpanii. W bitwie nad rzeką Guadalete w 711 wojska Wizygotów poniosły klęskę, a sam Roderyk zginął (lub zaginął bez wieści).
Uważany jest za ostatniego króla Wizygotów, którego panowanie potwierdzone zostało w źródłach szanowanych historyków i kronikarzy. Jako następca Roderyka na terenach północno-wschodniej Hiszpanii znany jest tylko z monet król Agila II oraz Ardo wymieniany jako panujący w Septymanii.